# Hi'iaka Patera
L'Hi'iaka Patera [sic] è una struttura geologica della superficie di Io.